# Мальчевский, Алексей Сергеевич
Алексе́й Серге́евич Мальче́вский (12 августа 1915, Петроград — 25 июля 1985, Луга) — один из ведущих советских орнитологов, декан биолого-почвенного факультета Ленинградского государственного университета (1969—1973).

## Биография

### Детство и юность
Отец — известный петроградский профессор химии Сергей Павлович Мальчевский. Мать — Варвара Николаевна, окончила Смольный институт.
В 1933 году поступил на биологический факультет Ленинградского государственного университета. После окончания университета поступил в аспирантуру.

### Великая Отечественная война
Защита кандидатской диссертации «Фауна позвоночных животных полезащитных полос Заволжья (с точки зрения сложения и развития биоценоза)» состоялась на четвёртый день войны, 26 июня 1941 года. Сразу после защиты Мальчевский был призван на Ленинградский фронт. Служил командиром стрелкового взвода.
8 мая 1942 года лейтенант Мальчевский, за две буханки хлеба, украденные солдатами его взвода, был осуждён по статье 162 УК «кража» на 10 лет исправительно-трудовых лагерей и 5 лет поражения в правах.
Через некоторое время, лагерный срок был заменён на службу в штрафных подразделениях. Проходил службу в 28-й отдельной штрафной роте 42-й армии Ленинградского фронта (позже рота была переформирована в 28-й, затем в 14-й отдельный штрафной батальон). 22 июля 1943 года был ранен в районе Синявинских болот.
В сентябре 1943 года, после лечения, окончил курсы пулемётчиков и был направлен на фронт командиром взвода 224-й стрелковой дивизии, участвовал в штурме островов Финского залива под Выборгом. Был адъютантом командира полка. Во время службы в 20-й отдельной маскировочной роте 160-го стрелкового полка 224-й стрелковой дивизии Ленинградского фронта был награждён медалью «За оборону Ленинграда».
В сентябре 1944 года, после перемирия с Финляндией, был переведён в 622-й стрелковый полк 124-й стрелковой Мгинской Краснознаменной дивизии 43-го стрелкового корпуса 39-й армии. До конца войны был начальником полковой разведки в должности помощника начальника штаба («ПНШ-2»). Награждён орденом Красной Звезды (2 февраля 1945). 20 февраля 1945 года в боях за Кёнигсберг был ранен автоматной очередью в грудь.

### Послевоенная деятельность
После демобилизации вернулся на биологический факультет Ленинградского государственного университета. Работал старшим научным сотрудником, доцентом. Был докторантом под руководством профессора В. А. Догеля. Защитил докторскую диссертацию в 1958 году, с 1960 — профессор, с 1965 — заведующий кафедрой зоологии позвоночных. В 1969—1973 годах — декан биолого-почвенного факультета Ленинградского государственного университета. Руководитель 30 кандидатских диссертаций. Мальчевский автор 120 научных статей, 5 монографий, и 2 учебных пособия.
Секретарь Учёного совета, член месткома, член обкома профсоюза, член правления общества «Знание» Ленинградского государственного университета, заместитель председателя университетского Совета по охране природы. При участии Мальчевского снято два фильма «Гнездовая жизнь птиц» и «Поведение глухаря на току».
Основные научные интересы связаны с акустическим поведением птиц, явлениями гнездового консерватизма и постнатальной дисперсии и гнездовым паразитизмом. Мальчевский создал в Ленинградском государственном университете фонотеку, в которой хранится сейчас около полутора тысяч записей.
В 1985 году внезапно скончался незадолго до своего семидесятилетия. Летом в деревне Мерёво Лужского района ему вдруг стало плохо, жена отвезла в больницу в город Лугу, когда вернулась с вещами, мужа уже не было в живых.

## Награды
- Медаль «За оборону Ленинграда» (?)[10]
- Орден Красной Звезды (02.02.1945)[11]
- Орден Отечественной войны I степени (05.11.1985)[13]

## Семья
- Брат — Владимир (1911 — октябрь 1941), пропал без вести на фронте[2][3].
- Брат — Павел (1913[14] — сентябрь 1941), пропал без вести на фронте[3][15].
- Жена — Татьяна Николаевна урождённая Третьякова[1], дочь профессора ЛТА Н. В. Третьякова[3].
  - Мария, окончила консерваторию, замужем за пианистом Юрием Колайко[1].
  - Ольга, художница, рано трагически погибла при неясных обстоятельствах, разбилась, выпав из окна 5-го этажа[1].